# Kościół San Nicolò Regale
Kościół San Nicolò Regale znajduje się w Mazara del Vallo i jest przykładem architektury arabsko-normańskiej.
Niewielka świątynia powstała w XI lub w XII wieku i ma liczne cechy architektoniczne podobne do kościoła San Cataldo w Palermo i kościoła Santissima Trinità di Delia w Castelvetrano: ma kształt kwadratu z trzema apsydami i kopułą spoczywającą na szerokim i niskim sześciokątnym bębnie. Wewnątrz znajduje się mały ołtarz, cztery centralne kolumny oraz kolumny wkomponowane w narożniki trzech apsyd. Kościół przeszedł między XVII a XVIII wiekiem radykalną transformację w stylu barokowym. W 1947 r. podjęto próbę przywrócenia kościołowi pierwotnej formy, ale dopiero w latach 80. XX wieku ten arabsko-normański pomnik architektury odzyskał pierwotną średniowieczną formę. Krypta jest szczególnie interesująca ze względu na znalezione tam w 1933 r. pozostałości mozaik z czasów późnego Cesarstwa Rzymskiego.